# Zilveren Narrenkap
De Zilveren Narrenkap is een prijs die wordt uitgereikt aan de winnaar van het jaarlijkse Keiebijterskletstoernooi in Helmond.
Om deze prijs te winnen, wordt er ieder jaar voor carnaval een wedstrijd gehouden, waarbij de deelnemers moeten tonpraten. Verschillende fases van de wedstrijd worden uitgezonden door Omroep Brabant, inclusief de finale.
Er is gekozen voor een narrenkap, omdat in veel dorpen tijdens carnaval naast de Prins Carnaval ook nog een nar een personage is tijdens het carnavalsgebeuren. De nar heeft veelal de rol om het publiek te vermaken met sketches en moppen.

## Winnaars
Twee sterren (**) staat voor tweede maal toernooiwinst, drie (***) voor derde, etc.
| | | |
| - 2024 - Andy Marcelissen (*****) - 2023 - Rob Bouwman (**) - 2020 - Joep de Wildt - 2019 - Boy Jansen - 2018 - Rob Bouwman - 2017 - Dirk Kouwenberg - 2016 - Andy Marcelissen (****) - 2015 - Andy Marcelissen (***) - 2014 - Rob Scheepers (****) - 2013 - Ad Vermeulen - 2012 - Kitty Goverde - 2011 - Harry Hens (**) - 2010 - Andy Marcelissen (**) - 2009 - Rob Scheepers (***) - 2008 - Ronnie Peskens - 2007 - Harry Hens - 2006 - Rob Scheepers (**) - 2005 - Rob Scheepers - 2004 - Rien Bekkers (**) - 2003 - Andy Marcelissen - 2002 - Robert van Lamoen (**) - 2001 - Robert van Lamoen | - 2000 - Maarten van Brug - 1999 - Rien Bekkers - 1998 - Koen Verstappen - 1997 - Jan Strik (**) - 1996 - Piet van de Laar - 1995 - Jan Strik - 1994 - Frans Brugmans (***) - 1993 - Frans Brugmans (**) - 1992 - Ad Verbakel (**) - 1991 - Ad Verbakel - 1990 - Tjeerd van de Kimmenade (***) - 1989 - Frans Brugmans - 1988 - Tjeerd van de Kimmenade (**) - 1987 - Frans Thans (***) - 1986 - Tjeerd van de Kimmenade - 1985 - Lambert v.d. Kerkhof (**) - 1984 - Mathie van Hoof - 1983 - Frans Thans (**) - 1982 - Frans Thans | - 1981 - Lambert v.d. Kerkhof - 1980 - Gerrit van de Water (****) - 1979 - Toos van Stiphout - 1978 - Leo v.d. Hurk (**) - 1977 - Gerrit van de Water (***) - 1976 - Eddie Buys (*****) - 1975 - Joep Iven - 1974 - Leo v.d. Hurk - 1973 - Eddie Buys (****) - 1972 - Eddie Buys (***) - 1971 - Eddie Buys (**) - 1970 - Eddie Buys - 1969 - Noud v.d. Heijden - 1968 - Leo Stienen - 1967 - Bert Kuijpers (**) - 1966 - Bert Kuijpers - 1965 - Gerrit van de Water (**) - 1964 - Gerrit van de Water |